# (5114) Yezo
(5114) Yezo est un astéroïde de la ceinture principale découvert le 15 février 1988 à Kushiro par les astronomes japonais Seiji Ueda et Hiroshi Kaneda.
Sa désignation provisoire était 1988 CO.